# 亞伯特·艾摩拉
小瑞納爾多·亞伯特·艾摩拉（英語：Reinaldo Albert Almora Jr.，1994年4月16日—），為美國職棒大聯盟的外野手。目前效力於亞利桑那響尾蛇，先前曾效力於小熊、大都會與紅人等隊。

## 職業生涯

### 芝加哥小熊

#### 2016年
2012年美國職棒大聯盟選秀，小熊隊在第一輪第6順位選進艾摩拉。6月7日，球隊因為荷黑·索列爾受傷而將艾摩拉拉上大聯盟。他在6月8日面對費城人的比賽完成大聯盟生涯首次先發出賽，並在隔天敲出大聯盟首安。
2016年世界大賽第七戰，艾摩拉在10局上接替凱爾·舒瓦伯擔任代跑。克里斯·布萊恩擊出全壘打牆前飛球遭到接殺，而艾摩拉大膽衝向二壘且成功站上壘包。最後艾摩拉靠著本·佐布里斯特的二壘安打成功跑回超前分，小熊隊也拿下了睽違108年的世界大賽冠軍。

#### 2017年
這年艾摩拉出賽132場比賽，打擊率為2成98，並敲出8轟與46分打點。他也在這年將登錄名姓氏從艾摩拉二世 (Almora Jr.)改成艾摩拉 (Almora)。

#### 2018年
4月22日，艾摩拉靠著三次精彩的外野防守美技幫助小熊9比7拿下勝利。這年他出賽152場比賽，打擊率為2成86，並敲出5轟與41分打點。2018年國家聯盟外卡晉級賽，艾摩拉在第13局遭到洛磯投手Scott Oberg三振，成為小熊隊的最後一個出局數。最後小熊1比2敗下陣來，無緣挺進分區賽。

#### 2019年
這年艾摩拉成功擠進球隊的25人名單內。該年他的打擊率為2成36，並敲出生涯新高的12轟與32分打點。

#### 2020年
這年艾摩拉表現進入低潮，因此他的上場時間慢慢被伊恩·哈普壓縮。後來球隊又從老虎隊交易來卡麥隆·梅賓，因此艾摩拉被下放到小聯盟。整年他的打擊率為1成67，球季結束後他並未獲得球隊續約，於是他成為自由球員。

### 紐約大都會
2021年2月10日，他與大都會隊簽下1年合約。不過他在大都會的打擊率僅1成15，沒敲出全壘打也沒有任何打點。因此最後他在10月7日遭到指定讓渡，最後成為自由球員。

## 個人生活
艾摩拉的父親老艾摩拉以前曾於古巴叛逃至美國。而老艾摩拉在他兒子三歲時就開始教他打棒球。艾摩拉和另一名大聯盟好手曼尼·馬查多交情甚好，兩人小時候曾表示想一起拿下世界大賽冠軍。
2016年7月21日，艾摩拉與費城76人隊的前啦啦隊員Krystal Gregorio結婚。他們在該年8月份迎來了第一個孩子。
2017年與2018年的球員綽號週，艾摩拉選擇Tico作為他的綽號。原因是因為他小時候非常調皮，因此家人給了他這個綽號。

## 外部連結
- 球員資訊和成績在MLB ，ESPN ，Retrosheet ，Baseball Reference ，Baseball Reference (Minors) ，Fangraphs ，The Baseball Cube （英文）
- 亞伯特·艾摩拉的X（前Twitter）